# Tratado de Teschen

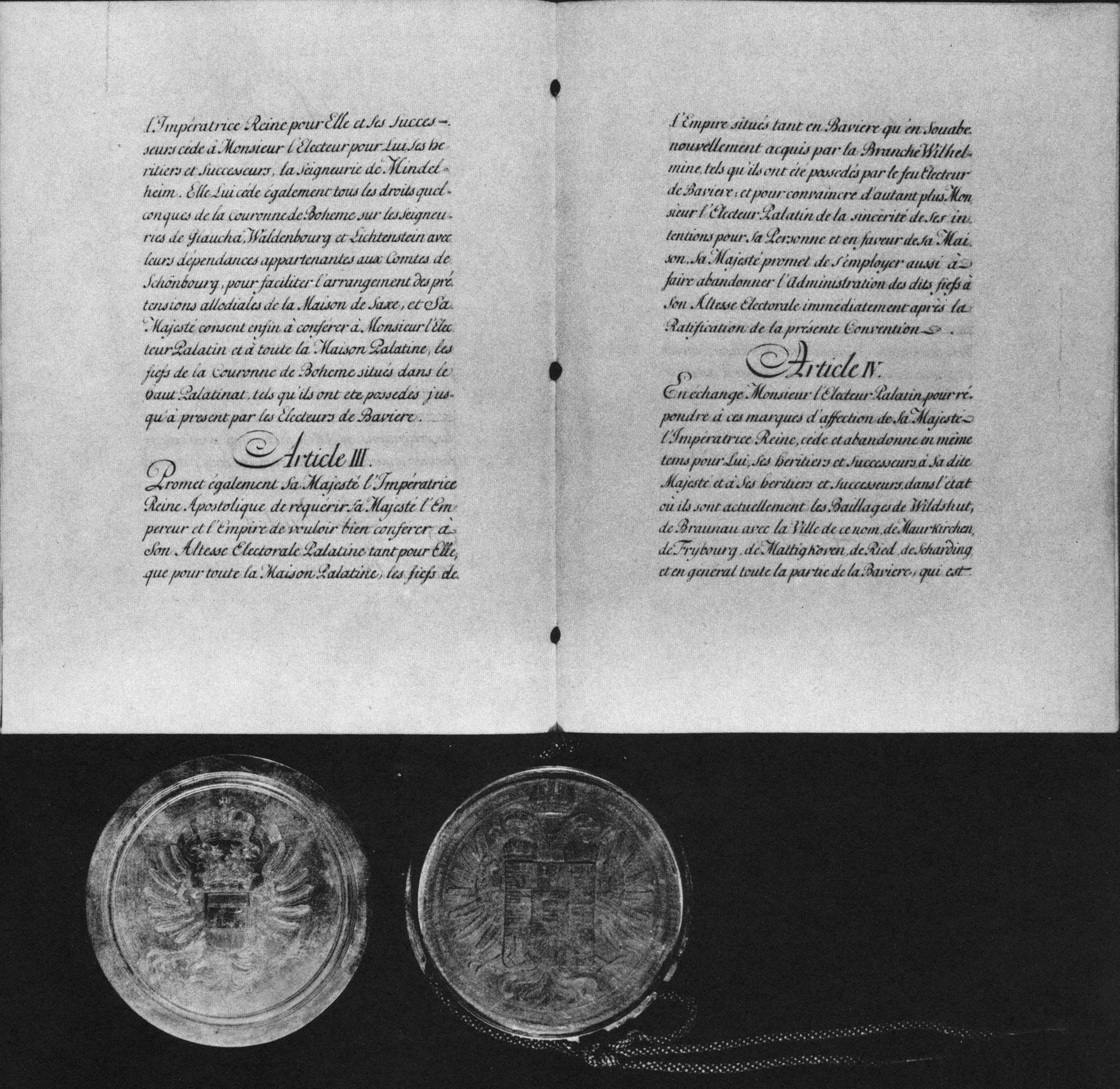
Tratado de Teschen

El Tratado de Teschen (en alemán: Frieden von Teschen, es decir, "Paz de Teschen"; en francés: Traité de Teschen) firmado el 13 de mayo de 1779, puso fin a la guerra de sucesión bávara. El Tratado establecía que Austria debía devolver a Baviera todo el territorio que había adquirido en el último año, salvo un pequeño distrito en la parte oriental del río Eno, y que también debía acceder a la futura unión de Prusia con Ansbach y Bayreuth; y por último, el elector de Sajonia recibiría una indemnización en dinero a cambio de los territorios bávaros que reclamaba. El acuerdo fue estipulado en la Silesia austríaca entre Federico el Grande de Prusia y María Teresa, reina de Austria. Ambos jefes de Estado quedaban obligados a adherirse al tratado, que garantizaban, como partes mediadoras, Catalina II, emperatriz de Rusia y Luis XVI, rey de Francia.

## Antecedentes
La rama electoral bávara de la casa de Wittelsbach estaba próxima a extinguirse. Carlos Teodoro, el presunto heredero, era el elector Palatino y no tenía hijos legítimos. Le seguía en orden sucesorio el duque de Zweibrucken. El emperador José II, intentó ganarse a Carlos Teodoro asegurando el futuro de sus hijos naturales a cambio de que el elector Palatino cediera anticipadamente toda la Baja Baviera y los otros territorios a la casa de Austria. Como Federico el Grande había ganado para su causa al duque, juntamente con el elector de Sajonia, el cual tenía derecho a la sucesión bávara, se preparó a oponerse con la fuerza y así evitar la expansión en territorio alemán de Austria.  
Los ejércitos de Prusia y Austria terminaron enfrentados en la conocida popularmente como Guerra de la Patata o la guerra de sucesión bávara. Episodio que no pasó de una escaramuza y que terminó con la firma de la paz de Teschen, cuyas condiciones fueron dictadas por Federico el Grande.

## Términos acordados
- Austria, recibe un territorio de 250 millas cuadradas, el Innviertel con Braunau am Inn, Mauerkirchen, Mattighofen, Schärding y Ried im Innkreis.[2]
- Se confirmaba a Prusia el derecho de sucesión a los principados de Bayreuth y de Ansbach, cuando desaparecieran las familias que a la fecha del tratado los poseían.[2]
- Federico Augusto I de Sajonia recibiría una compensación de seis millones de florines por sus derechos.